# Sarrià

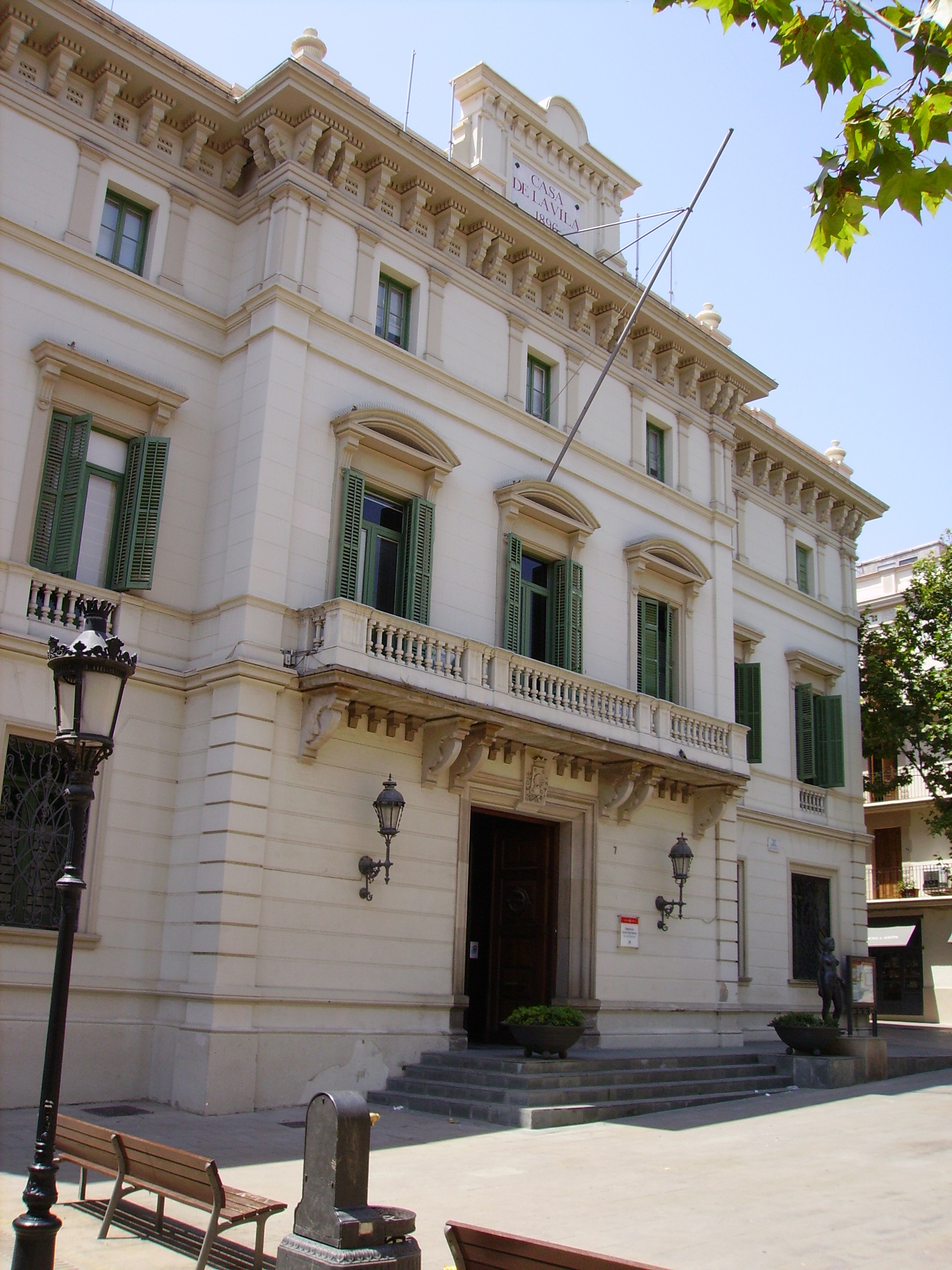
O antigo edifício do Ajuntamento de Sarrià, a casa da Vila de Sarrià, construída em 1895. Está situada na praça Consell de la Vila, e hoje em dia é a sede do Distrito de Sarrià-Sant Gervasi.

Sarriá é um bairro nobre do distrito de Sarrià-Sant Gervasi da cidade de Barcelona. Foi município independente do pla de Barcelona até 1921, quando foi anexado por Barcelona, apesar da oposição de seus habitantes (em catalão, sarrianencs). Desde então, é um dos bairros que formam o Distrito, sendo um dos bairros da Espanha com maior poder aquisitivo. Os primeiros dados por escrito que se conservam da vila são do século X.
Alguns setores de Sarrià são: Sarrià Vell, Santa Amèlia, Can Ponsic-Caputxins, Sagrat Cor-Can Caralleu e Can Pomaret-Peu del Funicular. Inicialmente a vila foi uma zona dedicada ao setor agrícola, especialmente vinícola, mas tempo depois atraiu as famílias acomodadas, tal e como a reflexão de um ditado popular da época: 
| “ | Sarrià: vents, torrents, torres i convents. (Sarrià, ventos, torrentes, torres e conventos) | ” |

## Monumentos e lugares de interesse
Destaca a igreja de Sant Vicenç de Sarrià e dois colégios, o das Teresianas, de estilo modernista e de San Ignacio-Sarriá, de estilo neogótico inglês, da Companhia de Jesus. A igreja de Sarrià, da que existem documentos que creditam sua existência desde o ano 980, está dedicada a San Vicente e foi reedificada em 1379. Em 1781 o mestre Josep Mas construiu o edifício atual de estilo neoclássico. A Praça de Sarrià, situada diante da igreja, foi o cemitério da vila até 1850.

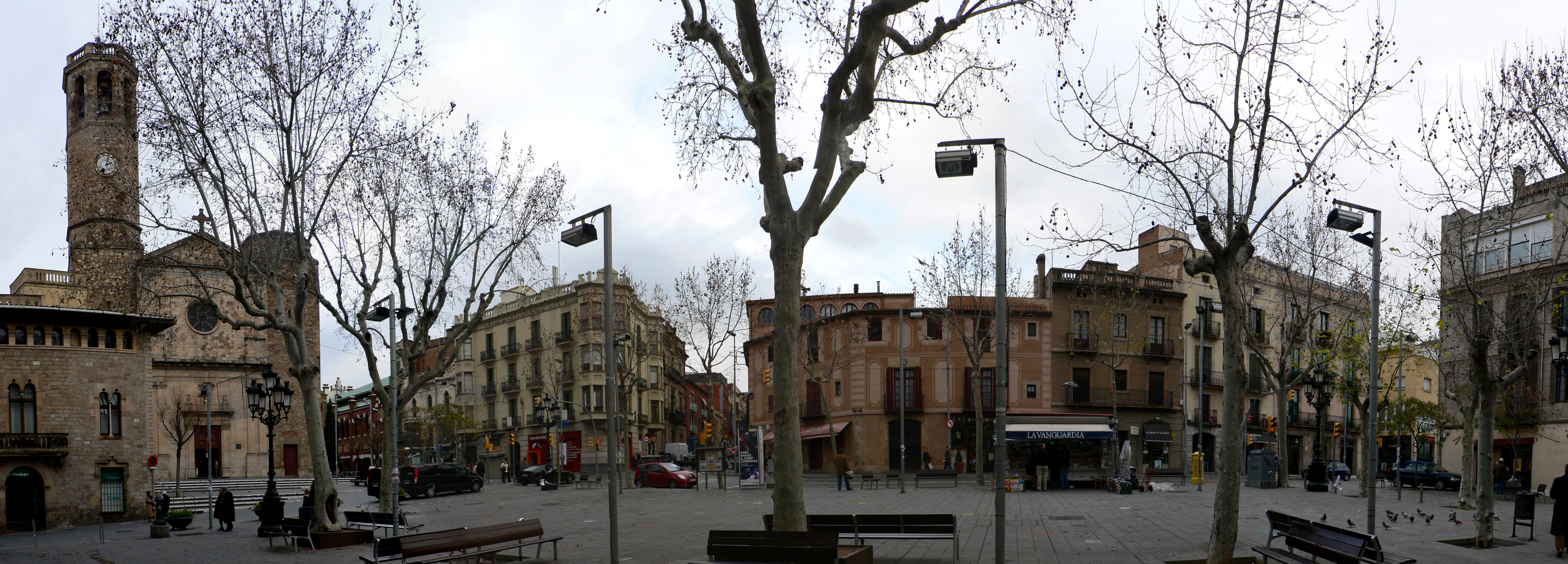
A Praça de Sarrià.

Em 1858 se comunicou a vila com Barcelona através do trem de Sarrià, atualmente uma linha dos Ferrocarriles de la Generalidad.

## Filhos ilustres
- O poeta J.V. Foix, dono de uma pastelaria que todavía existe, situada en la plaza de Sarrià.

## História
Sarrià foi a vila principal do antigo município de Sarrià que além da vila de Sarrià incluía o sector de Pedralbes e les Tres Torres, mas que foram urbanizados muito mais tarde que o povoado de Sarrià. Finalmente, em 1921 foi o último dos povoados circundantes a Barcelona em ser anexado.